# Если только
«Если только» (англ. If only) — американская мелодрама 2004 года режиссёра Джила Джангера с фантастическим допущением о втором шансе, который предоставляет судьба, чтобы понять и сохранить то, что тебе дорого. В главных ролях Дженнифер Лав Хьюитт и Пол Николлс.
Слоган фильма — «Если только есть шанс пережить все заново…».

## Сюжет
Саманта увлекается музыкой, а Иэн все время занят своей работой, так что на любимую у него не хватает времени.
Нелепая случайность забирает жизнь Саманты. Девушка погибает в автокатастрофе после серьёзной ссоры с Иэном. Мужчина забегает в больницу, бросается в палату девушки, но единственное, что он застал, — момент смерти. Саманта улыбнулась ему в последний раз и закрыла глаза…
Иэн после смерти любимой смог переосмыслить свои поступки, свои мысли и действия. В тот же день он засыпает, прижимая к себе ежедневник Саманты, но, проснувшись, слышит родной и до боли знакомый голос. Он оборачивается и видит… Саманту. Дикий крик вырывается у него из груди, но через мгновение он прижимает девушку к себе, боясь, что та растает, как дымка.
Иэн тут же понимает, что у него есть шанс прожить тот самый день заново. Но с некоторыми изменениями, которые он непременно вносит. Он делает этот день самым волшебным и замечательным в её жизни. Зная, что девушка великолепно поет, он договаривается с организатором её концерта и во время выступления он подходит к ней и выводит её на сцену.
На ужине в ресторане Иэн дарит ей браслет. Слезы наворачиваются на её глаза. Но если раньше это были слезы боли, то теперь это слезы радости.
Но судьба не терпит корректировок, даже сделанных во имя любви. Иэн целует девушку в такси, стирая слезы с её щек. Он смотрит на неё словно в последний раз, переводит взгляд на часы, затем в окно, и, видя, что на них летит автомобиль, прикрывает Саманту собой…
Лотти приезжает в больницу и видит там Саманту. Иэн умирает. Проходит полгода. Саманта съезжает из их старой квартиры. Поет в кафе с группой песню, а на глаза наворачиваются слезы.

## В ролях
| Актёр                | Роль           |
| -------------------- | -------------- |
| Дженнифер Лав Хьюитт | Саманта Эндрюс |
| Пол Николлс          | Иэн Уиндэм     |
| Люси Дэвенпорт       | Лотти          |
| Том Уилкинсон        | водитель такси |
| Дайан Хардкэсл       | Клэр           |

## Производство и дистрибуция
Хотя производством картины занимались США и Великобритания, съемки велись с ноября 2002 года по январь 2003 года в Лос-Анджелесе, и большей частью в Англии. Действие в фильме происходит в Лондоне.
Премьера состоялась 23 января 2004 года в США на кинофестивале Сарасота. В России на DVD фильм вышел 27 мая 2004 года. Мировой релиз включил ряд стран, в том числе выход в прокат на DVD и премьеры на телевидении, в том числе на «ABC Family» в США и «Hallmark» в Великобритании. В Южной Корее премьера картины состоялась 29 октября 2004 года на 111 киноэкранах по всей стране. В первый же премьерный уик-энд кассовые сборы составили 756 миллионов южнокорейских вон, что примерно составляет 640 тысяч долларов США.

## Саундтрек
Как известно, Дженнифер Лав Хьюитт ещё и певица. Поэтому этот фильм, в котором главная героиня занимается музыкой и исполняет песни, не мог пройти стороной мимо актрисы — специально для него она написала и исполнила две романтические композиции — «Love Will Show You Everything» и «Take My Heart Back».
1. Symphony No.1 in C Major, Op. 21 (муз. Людвиг Бетховен)
2. Love Will Show You Everything (муз. Пол Инглишби, сл. Дженнифер Лав Хьюитт и Джил Джангер)
3. Juliet’s Waltz (муз. Шарль Гуно, в аранжировке Пола Инглишби)
4. Take My Heart Back (муз. Крис Кануте, сл. Дженнифер Лав Хьюитт)
5. I’m Yours (муз. Пол Инглишби)

## Критика
Фильм остался неоцененным большей частью кинокритиков, хотя среди зрителей имеет относительно высокие рейтинги.